# Aptesis perversa
Aptesis perversa là một loài tò vò trong họ Ichneumonidae.